# Asplenium dolosum
Asplenium dolosum är en svartbräkenväxtart som beskrevs av Carl August Julius Milde. Asplenium dolosum ingår i släktet Asplenium och familjen Aspleniaceae. Inga underarter finns listade.